# Brisbane Road
Brisbane Road, actualmente conocido como BetWright Stadium por motivos de patrocinio y originalmente conocido como Osborne Road, es un estadio de fútbol situado en Leyton, barrio del Este de Londres, Inglaterra. Es el estadio del Leyton Orient F.C. desde 1937 y desde 2022 también es la sede del Tottenham Hotspur Women.